# Bulgariens damlandslag i handboll
Bulgariens damlandslag i handboll representerar Bulgarien i handboll på damsidan. 
Laget deltog vid världsmästerskapet 1982 i Ungern, och slutade på tionde plats, samt vid världsmästerskapet 1990 i Sydkorea, och slutade på 12:e plats.

### Fotnoter
1. ↑  ”Previous Women's World Champions. Indoor/en salle/Halle – 1982 — HUN. 2.-12.12-1982”. International Handball Federation. http://www.ihf.info/upload/PDF-Download/WomenWorldCh/hun82.pdf. Läst 18 december 2010.
2. ↑  ”Previous Women's World Champions. Indoor/en salle/Halle – 1990 — KOR. 24.11-4.12-1990”. International Handball Federation. http://www.ihf.info/upload/PDF-Download/WomenWorldCh/kor90.pdf. Läst 18 december 2010.